# سرهی رایسنکو
سرهی رایسنکو (انگلیسی: Serhiy Rysenko؛ زادهٔ ۱۵ مارس ۱۹۸۰) دوچرخه‌سوار اهل اوکراین است. وی همچنین از دوچرخه‌سواران بازی‌های المپیک تابستانی ۲۰۰۰ تا ۲۰۱۲ بوده است.